# Kurt Blankenhagel

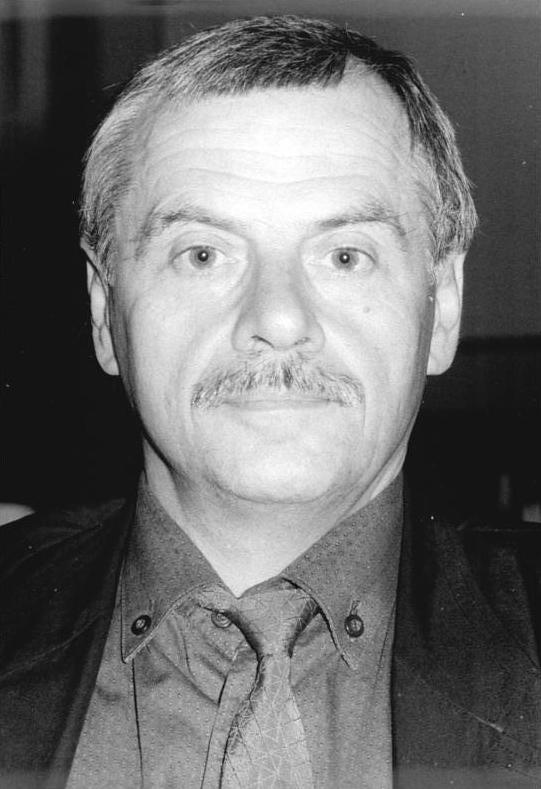
Kurt Blankenhagel (Foto: 1990)

Kurt Blankenhagel (* 27. Mai 1938 in Berlin; † 19. Januar 2023 in Mühlenbecker Land) war ein deutscher Politiker (SPD) und von 1990 bis 1999 Mitglied des Abgeordnetenhauses von Berlin.

## Leben
Kurt Blankenhagel studierte Maschinenbau und war als Ingenieur in der Industrie tätig. In den 1980er Jahren arbeitete er bei VEB Elektrokohle Lichtenberg. Er zog 1972 in den Prenzlauer Berg.
Die Ereignisse um die Gethsemanekirche erlebte er unmittelbar mit. Über diese fand er den Weg zur SDP. Er wurde am 30. Mai 1990 in den Magistrat Schwierzina als Stadtrat für Arbeit und Betriebe berufen. Bei den Wahlen zum Abgeordnetenhaus 1990 gewann er den Wahlkreis 1 am Prenzlauer Berg (Falkplatz und Arnimplatz) direkt, fünf Jahre später zog er über die Bezirksliste ein. Auf eine erneute Kandidatur verzichtete er 1999.

## Privates
Kurt Blankenhagel war zuletzt geschieden, hatte einen Sohn und zwei Enkel.